# ایفکه فان بلکوم
ایفکه فان بلکوم (انگلیسی: Iefke van Belkum؛ زادهٔ ۲۲ ژوئیهٔ ۱۹۸۶) بازیکن واترپلو اهل هلند است.